# Parc safari
Ne doit pas être confondu avec Parc de loisirs.
Un parc safari est une forme de zoo de type extensif où les animaux sont présentés en semi-liberté.
Cette formule de « zoo réserve » offre aux visiteurs une impression d'animaux vivant en liberté, en s'inspirant des vastes territoires, en particulier africains, où la faune sauvage est préservée.

## Parc safari

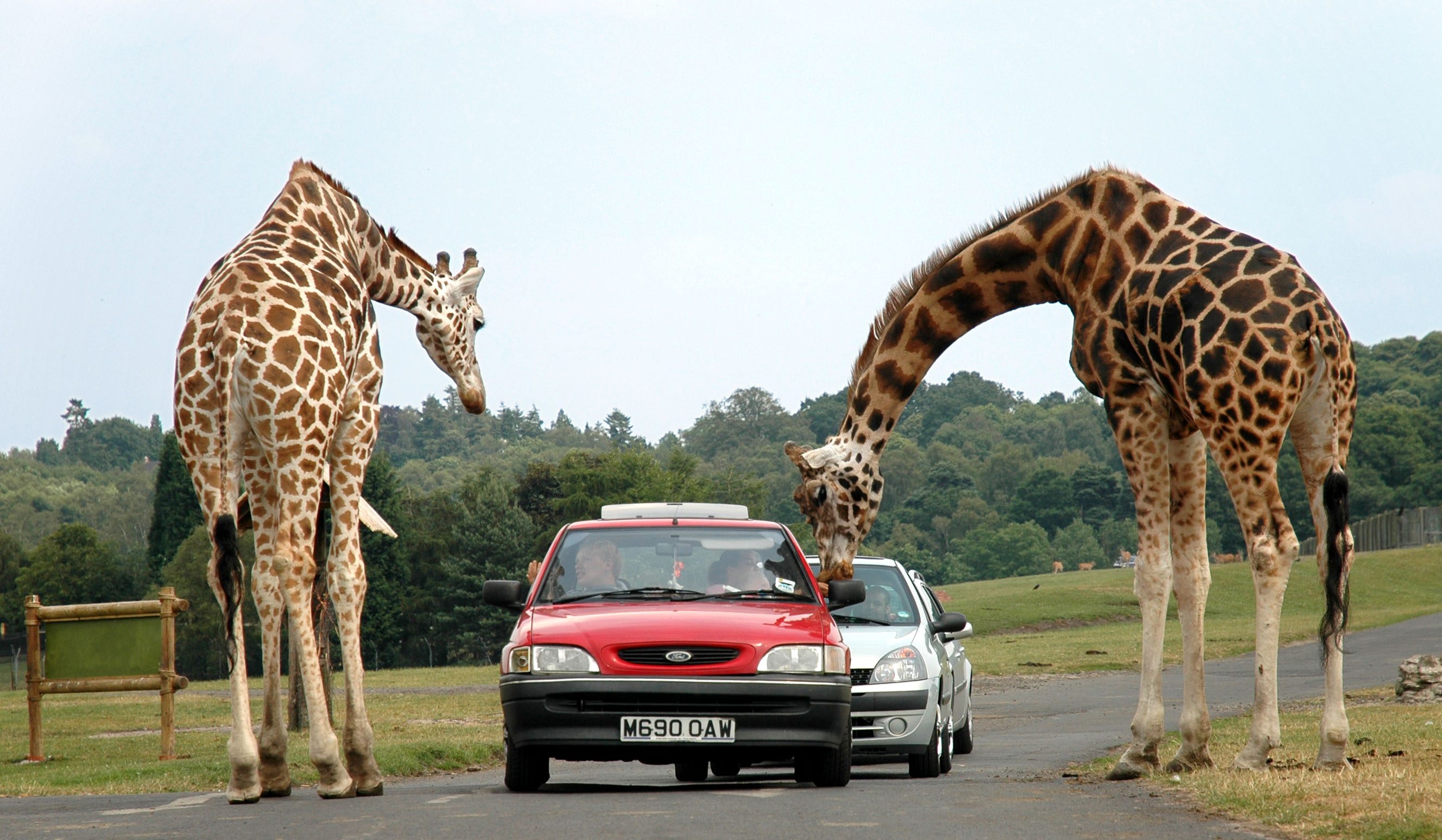
Girafes nourries par des visiteurs au West Midland Safari Park

Un parc safari (ang. safari park) est une attraction touristique à but commercial, qui ressemble plus à une réserve qu'à un zoo, où les visiteurs sont dans leur propre véhicule pour observer la faune sauvage, plutôt qu'à pied pour voir les animaux sauvages dans des cages ou des petits enclos.
Un parc safari est beaucoup plus vaste qu'un zoo classique.
L'attraction principale des parcs safaris est la présence des grands animaux d'Afrique subsaharienne tels que les lions, les éléphants, les rhinocéros, les hippopotames, les girafes, les zèbres, les antilopes et les autruches.
À titre d'attraction complémentaire, sont ajoutées des zones visitables (en voiture ou à pied) pour les animaux des autres continents.
Toutefois, les parcs safaris ont souvent d'autres attractions touristiques : terrains de golfs, manèges de fêtes foraines, trains miniatures, bateaux-promenade, reconstitution grandeur nature de dinosaures, labyrinthes végétaux, aires de jeux, restaurants et boutiques de souvenirs.
Le précurseur des parcs safaris fut Africa USA (1953-1961) localisé en Floride où ses premiers animaux y furent importés directement d'Afrique de l'Est.
Le premier parc safari visitable en voiture hors d'Afrique fut ouvert en 1966 à Longleat, dans le Wiltshire, en Angleterre.
La plupart des parcs safaris des pays occidentaux furent établis pendant une courte période de 10 ans, entre 1966 et 1975.

## Liste de parcs safari

### Allemagne
- Gelsenkirchen (Löwenpark, 1968-1989)
- Tüddern (Löwen-Safari, 1968-1990)
- Stukenbrock (Hollywood & Safaripark Stukenbrock, 1969)[1]
- Hodenhagen (Serengeti-Park, 1974)

### Belgique
- Monde sauvage à Aywaille
- Dochamps, le premier parc safari de Belgique est inauguré en 1972. Safari parc Dochamps présente des lions et des singes qui déambulent en toute liberté parmi les véhicules des visiteurs roulant à vitesse très réduite ou même parfois stoppées par la présence d'un de ces animaux sur le capot ou le toit du véhicule. Mais à partir de 1980, ce parc ferme et est laissé à l'abandon

### Canada
- en Ontario : Rockton (African Lion Safari, 1969)
- au Québec : Hemmingford (Parc Safari, 1972)

### Chine
- province du Guangdong : Canton (Chimelong Safari Park, dans le Guangzhou Chimelong Tourist Resort, 1997)

### Espagne
- Aqualeón

### États-Unis
- en Floride : Loxahatchee (Lion Country Safari, 1967)
- en Californie : Irvine (Lion Country Safari, 1970-1984)
- au Texas : Grand Prairie (Lion Country Safari, 1971-1992)
- en Oregon : Winston (Wildlife Safari, 1973)
- dans le New Jersey : Safari Off Road Adventure (Six Flags Wild Safari, 1974-2012)

### France

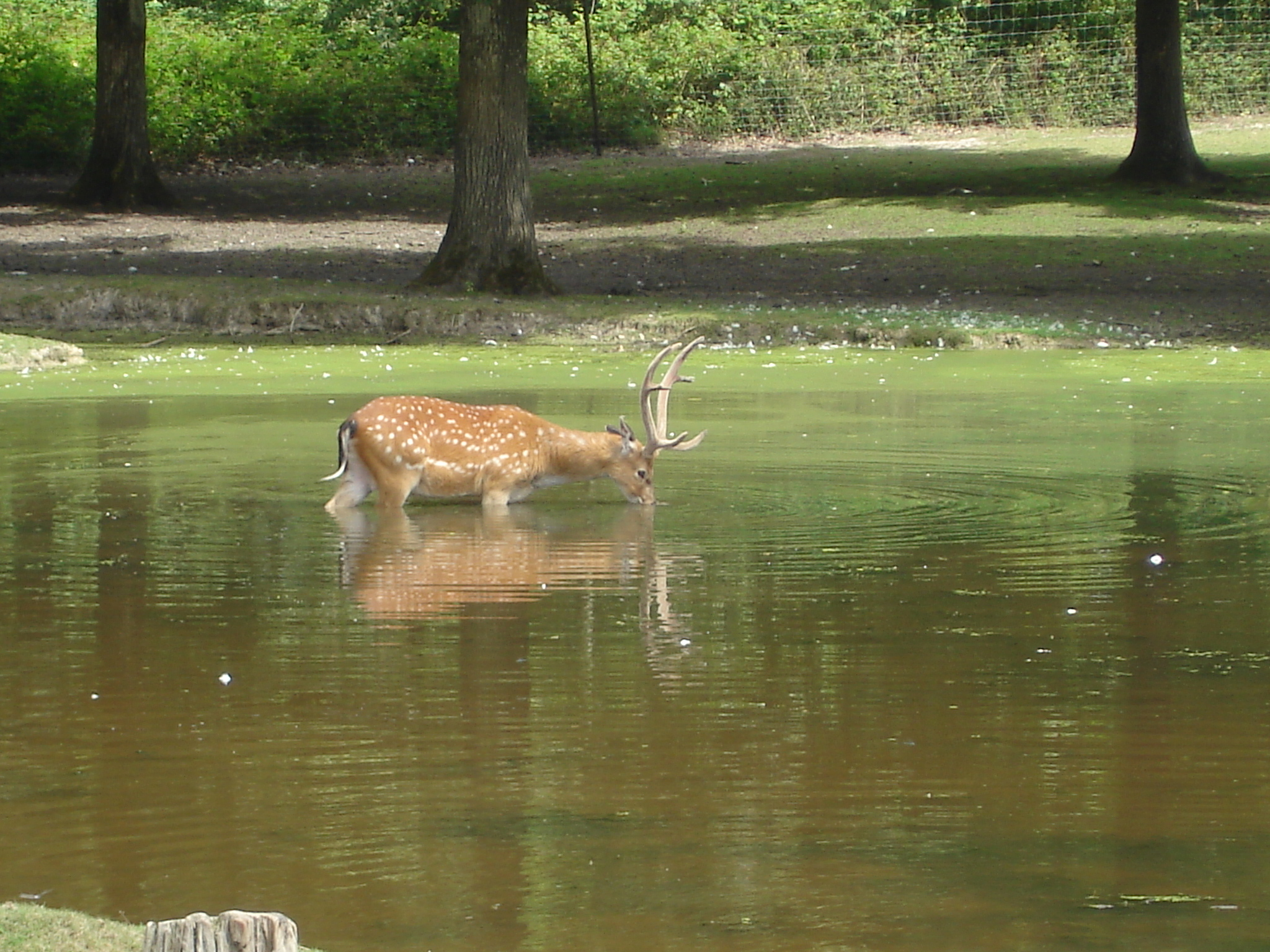
La Réserve zoologique de la Haute-Touche.

- La Réserve Africaine du parc animalier de Thoiry à Thoiry dans les Yvelines (1968)
- Safari de Peaugres à Peaugres dans le département de l'Ardèche (1974)
- Réserve africaine de Sigean à Sigean dans le département de l'Aude (1974)
- L'ancien parc de Saint-Vrain dans le département de l'Essonne (1975-1997)
- La Réserve zoologique de la Haute-Touche à Obterre, dans le département de l'Indre (100 hectares sur les 500 hectares) annexe du Muséum national d'histoire naturelle depuis 1958 (1980)
- African Safari Plaisance-du-Touch dans la Haute-Garonne fondé en 1970 (1990)
- La réserve animalière de Planète sauvage à Port-Saint-Père en Loire-Atlantique (1992)

### Israël
- Ramat-Gan (1974)

### Italie
- Parco Natura Viva (1968)
- Zoosafari Fasanolandia (1973)
- Safari Park (1976)
- Parco Safari delle Langhe (1976)
- Safari Ravenna (2012)

### Mexique
- Puebla (Africam Safari, 1972)

### Pays-Bas
- Le Safari Beekse Bergen à Hilvarenbeek (1968)

### Royaume-Uni
- Longleat (1966)
- Windsor (1969-1992)
- Woburn (1970)
- Blair Drummond (1970)
- Knowsley (1971)
- Bewdley (West Midland Safari, 1973)

## Autres zoos de type extensif
Des formes voisines des parcs safaris sont les « parcs d'animaux sauvages » (ang. wild animal park) et les « zoos en territoire ouvert » (ang. open-range zoo) qui émanent d'institutions publiques plutôt que d'entreprises privées.
En apparence similaire à des parcs safaris, ces établissements diffèrent en intention qui n'est pas de nature commerciale.
Ces parcs animaliers sont à l'origine des annexes de zoos urbains créées pour accueillir les surplus d'élevage d'animaux nés en captivité et les réunir en troupeaux sur de vastes espaces, dans un but de conservation lorsqu'il s'agit d'espèces menacées.

### Wild animal park
Les « parcs d'animaux sauvages » sont plus vastes que les zoos classiques.
Le premier de cette nouvelle sorte de parc animalier fut le Wild Animal Park de Whipsnade, qui ouvrit en 1931, dans le Bedfordshire, en Angleterre. Ce parc, propriété de la Société Zoologique de Londres, couvre une superficie de 240 hectares (contre 15 hectares pour le Zoo de Londres) et est encore, en Europe, un des plus vastes parcs de conservation de la faune sauvage où les animaux sont gardés en enclos de taille notable.
Depuis le début des années 1970, un domaine de 728 hectares dans la Vallée de San Pasqual, près de San Diego, accueille un remarquable parc zoologique, le Wild Animal Park de San Diego, qui a été ouvert au public en 1972 par la Société Zoologique de San Diego. Ce parc se visite en monorail à vue panoramique (qui a été remplacé par un tram en 2007).
Plusieurs agglomérations nord-américaines s'inspirèrent de ce modèle qualifié de zoo utopique, où les animaux peuvent parcourir de vastes territoires, sur un domaine de plusieurs centaines d'hectares relié par tram ou monorail, pour créer leurs zoos métropolitains : Toronto (Metro Toronto Zoo, 1974), Minneapolis (Minnesota Zoo, 1978) et Miami (Miami MetroZoo, 1981).
Par ailleurs, sur ce même modèle, quelques institutions zoologiques ont établi des stations d'élevage et de recherche pour faciliter la reproduction des grands animaux, en associant des conservatoires zoologiques à des centres d'études et de recherches spécialisés dans l'élevage d'espèces animales en voie de disparition.
- Le Zoo National de Washington dispose, depuis 1975, d'un centre de conservation et de recherche, le CRC (Conservation and Research Center) sur un domaine de 1280 hectares situé à Front Royal en Virginie.
- La Société Zoologique de New York (devenue en 1993 la Wildlife Conservation Society) disposa, pendant 30 ans à partir de 1974, du Wildlife Survival Center, sur un domaine préservé de 5400 hectares situé sur l'Ile de St Catherines au large de la Géorgie.
- Les zoos de l'Ohio (Columbus, Cincinnati, Cleveland et Toledo) ont participé à la création en 1991 de The Wilds sur un domaine de 3660 hectares situé à Cumberland au Sud-Est de l'Ohio et ouvert au public en 1994.

### Open-range zoo
Les « zoos en territoire ouvert » sont un autre type de parc zoologique comparable aux parcs safaris.
Ils se sont développés particulièrement en Australie où les zoos urbains disposent d'annexes sur de vastes domaines en dehors des grandes villes :
- le Western Plains Zoo de Dubbo (1977), situé à 480 km de Sydney, sur un territoire de 300 hectares,
- l'Open Range Zoo de Werribee (1983), situé à 32 km de Melbourne, sur un territoire de 200 hectares,
- le Monarto Zoological Park (1993), situé à 70 km d'Adélaïde, sur un territoire de 1000 hectares.

Par exemple, l'Open Range Zoo de Werribee met en valeur la présentation d'animaux vivant dans la savane, étendue ouverte. Ce parc de 200 hectares, ouvert en 1983, est dirigé par le Conseil des Parcs et Jardins Zoologiques de l'État de Victoria, qui possède aussi le Zoo de Melbourne et le sanctuaire de faune australienne de Healesville.

### Autres
Le parc Safari est un parc dans la licence de jeu vidéo Pokemon permettant de capturer des espèces rares.